# Cornago
Cornago – gmina w Hiszpanii, w prowincji La Rioja, w La Rioja, o powierzchni 80,54 km². W 2011 roku gmina liczyła 405 mieszkańców.